# Сираои (посёлок)
Сираои (яп. 白老町 Сираои-тё:) — посёлок в Японии, находящийся в уезде Сираои округа Ибури губернаторства Хоккайдо. Площадь посёлка составляет 425,75 км², население — 18 512 человек (30 июня 2014), плотность населения — 43,48 чел./км².

## Географическое положение
Посёлок расположен на острове Хоккайдо в губернаторстве Хоккайдо. С ним граничат города Томакомай, Ноборибецу, Дате, Титосэ и посёлок Собецу.

## Население
Население посёлка составляет 18 512 человек (30 июня 2014), а плотность — 43,48 чел./км². Изменение численности населения с 1980 по 2005 годы:
| 1980 | 24 168 чел. |  |
| 1985 | 24 353 чел. |  |
| 1990 | 23 229 чел. |  |
| 1995 | 22 414 чел. |  |
| 2000 | 21 662 чел. |  |
| 2005 | 20 748 чел. |  |

## Символика
Деревом посёлка считается Sorbus commixta, цветком — Lespedeza.